# Luděk Nekuda
Luděk Nekuda (10. října 1942 Ostrava – 10. března 1988 Praha) byl český hudebník-trumpetista, zpěvák, televizní a rozhlasový moderátor, bavič, textař, scenárista a dramaturg. Byl pověstný svým vynikajícím citem pro český jazyk, ve kterém dokázal objevovat nečekané slovní hříčky a plánovitě i pohotově je uplatňovat v textech i rozhovorech.

## Život
Vystudoval Pedagogický institut v Ostravě a do roku 1965 učil na základní devítileté škole v Karviné.
Zemřel na následky nehody, když se pod vlivem alkoholu vracel domů a pravděpodobně spadl ze schodů. Utrpěl přitom zranění hlavy, následkem kterého byl hospitalizován. Po několika dnech, při kterých byl při plném vědomí a přijímal návštěvy, došlo ke krvácení do mozku, které lékaři nerozpoznali a které vedlo k jeho smrti.

## Umělecká dráha
Během vysokoškolských studií v roce 1961 spolu s Pavlem Veselým a Eduardem Schiffauerem založil v Ostravě Divadélko Pod okapem, které patřilo k předním amatérským scénám v Československu a stalo se jedním z legendárních divadel malých forem 60. let. Z jiných později celostátně známých osobností zde účinkovali i Tomáš Sláma a Jiří Wimmer. Nekuda zde působil jako autor, zpěvák, herec a trumpetista, začal nejprve textovat převzaté melodie, později i skládat vlastní písničky. 
Roku 1965 se původní soubor částečně rozpadl, částečně profesionalizoval jako Divadélko Okap pod ostravským Parkem kultury a oddechu (PKO). I v novém souboru Nekuda dále působil, protože opustil dráhu učitele a nastoupil jako programový pracovník PKO, později působil jako instruktoru pro kulturu Československého svazu mládeže a spolupracoval s ostravskými studii Československého rozhlasu a Československé televize coby hlasatel, zpěvák, autor a externí redaktor.
Roky 1967 a 1968 strávil převážně jako voják základní vojenské služby, od roku 1968 pak jednak hostoval v pražském divadle Semafor v hrách Poslední štace a Tak co, pane barone jako zpěvák a herec,, jednak byl členem a uměleckým vedoucím nově založeného ostravského Divadélka Waterloo až do jeho úředního zákazu v roce 1970.
V roce 1971 natrvalo přesídlil do Prahy díky tomu, že mu pražské studio Československého rozhlasu nabídlo trvalé angažmá jako rozhlasového moderátora v pořadech Mikrofórum a Dobré ráno na rozhlasové stanici Hvězda, zároveň vystupoval pohostinsky s kapelou Rangers – Plavci, v níž hrál, zpíval a působil jako konferenciér na koncertech.
Od roku 1980 byl dramaturgem v redakci zábavy Československé televize; spolupracoval i na tvorbě pořadů pro děti (Malý televizní kabaret), z jeho pera pochází také parodie Hloupá pohádka ze silvestrovské estrády 1981.
Od roku 1983 vytvářel a uváděl společně s Jiřím Císlerem vlastní televizní zábavní pořad Sešlost, což byla na tehdejší dobu nekonvenčně pojatá komorní záležitost zcela odlišná od velkých estrád. Vzniklo a bylo odvysíláno 11 dílů, u kterých se pozvolna objevovaly satirické prvky. A právě náhlé cenzurní požadavky rozhodujících činitelů ČST poté, co odevzdal scénář pro 12. díl, nakonec nepřímo způsobil Nekudovu smrt: rozčilily ho natolik, že se rozhodl jít k sousedovi zapít žal...

## Dílo
- Sešlost (1983–1988) – autorský pořad
- Hloupá pohádka (1981) – parodie na pohádky
- Pes suverén – textař a interpret
- Zemědělská opera

## Politické názory a spolupráce se Státní bezpečností
V době Pražského jara 1968 se podle vlastních slov nijak výrazně neangažoval, protože měl tehdy mnoho starostí soukromého rázu, řešil rodinné a finanční problémy, takže tehdejší hektickou dobu se snažil spíše pochopit a orientovat se v ní, než aby se účastnil dění. V době normalizace pak byl členem Svazu československo-sovětského přátelství a kandidátem členství v Komunistické straně Československa. Tato kandidatura také znamenala povinnost navštěvovat komunistické ideologické kursy Roky stranického vzdělávání, z těchto studií byl sice pro nedochvilnost vyloučen, ale nakonec se roku 1977 stal řádným členem KSČ.
V roce 1970 coby umělecký vedoucí Divadla Waterloo odpovídal za hru Syn pluku, která ostře ironizovala sovětské vojáky a po několika reprízách vedla k zákazu hry, rozpuštění souboru a zatčení některých členů. Luděk Nekuda a Tomáš Sláma v té době ušli větší perzekuci díky tomu, že s vyšetřovateli Státní bezpečnosti spolupracovali. Nekuda nakonec v srpnu 1971 souhlasil s tím, že se stane informátorem StB výměnou za to, že u soudu bude figurovat pouze jako svědek a ne jako obžalovaný (pokud by byl odsouzen, automaticky by skončila jakákoliv jeho kariéra v kultuře). 29. února 1972 tak podepsal vázací akt coby informátor s krycím jménem „Jan“.
Jeho aktivní spolupráce s StB se však omezila prakticky jen na ostravský proces. V té době totiž už pracoval a bydlel v Praze, s ostravskými divadelníky se stýkal minimálně a pracovníkům StB už téměř žádné důležité informace nepředával. Státní bezpečnost ho hodnotila jako přátelského a oblíbeného člověka, nicméně velmi nedochvilného a málo spolehlivého, takže jeho spis v roce 1977 převedla z kategorie „informátor“ na nižší kategorii „důvěrník“.
V roce 1980 však Státní bezpečnost zjistila od dalšího informátora, jímž byl Nekudův bývalý divadelní kolega Petr Podhrázký, že se Nekuda při cestách do Západní Evropy setkává s redaktory Svobodné Evropy Slávou Volným a Ivanem Binarem nebo s hercem Pavlem Landovským, aniž by tuto skutečnost oznámil. Po opakovaném prověření byl v roce 1984 Nekudův spis převeden do kategorie „prověřovaná osoba“, StB se pokoušela získat informace od jeho přátel Tomáše Slámy a Jiřího Císlera (oba byli též vázanými informátory), ale pravděpodobně neúspěšně. Tajné vyšetřování Nekudovy osoby trvalo až do jeho smrti v březnu 1988.